# Mike Acland
Michael Edward „Mike“ Acland (* 4. Juni 1935 in Sidcup) ist  ein ehemaliger englischer Fußballspieler.

## Karriere
Acland war in der Kent Amateur League für Harland Social aktiv, bevor er 1955 zum FC Gillingham kam. Der Amateurfußballer zeichnete sich von 1955 bis 1957 als regelmäßiger Torschütze für das Reserveteam in der Kent League aus. Im April 1957 kam er zu zwei Einsätzen für Gillinghams erste Mannschaft in der Football League Third Division South, die beiden Ligapartien gegen Southend United endeten aber jeweils ohne eigenen Torerfolg (0:2 & 0:5). Gillinghams Sturm war mit 54 Saisontoren der schwächste der gesamten Liga und insbesondere für die Mittelstürmerposition fand sich kein Stammspieler, so bot Trainer Archie Clark im Saisonverlauf mit Gordon Brasted, Larry Baxter, Jimmy Greenhalgh, Paul Lucas, Stewart Pollock, Ernie Morgan, Jim Taylor, James Watts, Bill Parry und Acland insgesamt zehn verschiedene Spieler auf.
Nach seiner Zeit bei Gillingham spielte er für eine Reihe von Non-League-Klubs im Großraum London, ab den 1980ern war er auch als Trainer tätig. Er betreute Rainham Town in der Isthmian League von 1983 bis zur Auflösung des Klubs 1994. Von 1996 bis Ende November 2003 betreute er den in der Southern League spielenden Klub Erith & Belvedere. Nach dem Abstieg des Klubs in die Kent League übernahm er im Mai 2005 auf Interimsbasis nochmals das Traineramt bei Erith & Belvedere, bevor er im Januar 2006 abgelöst wurde. Hauptberuflich war er bis zu seiner Pensionierung im Baugewerbe tätig.